# خوسيه بيثينتي باريرا سيمو
خوسيه بيثينتي باريرا سيمو (بالنثيا، 29 يوليو 1968)، المعروف باسم بيثينتي باريرا على الملصقات، هو مصارع ثيران متقاعد وسياسي إسباني، وعضو في حزب فوكس.
شغل منصب النائب الأول للرئيس ووزير الثقافة والرياضة في حكومة بالنثيا من يوليو 2023 إلى يوليو 2024.

## مصارع الثيران
البدايات
باعتباره حفيد مصارع الثيران بيثينتي باريرا إي كامبرا، حاول والده ليوبولدو التأكد من أن تعليمه بعيد كل البعد عن عالم مصارعة الثيران. لم يحضر أي احتفالات حتى بلغ السابعة عشرة أو الثامنة عشرة من عمره. بعد إكمال تعليمه العالي، تخرج في القانون من جامعة بالنثيا. وهنا، بينما كان يكمل دراسته الجامعية، بدأ يفكر في أن يصبح مصارع ثيران. قبل وقت قصير من إنهاء دراسته، خاض أول مباراة في سباق العجول في معرض سبتمبر في مونيرا (ألباثيتي)، حيث ارتدى السراويل القصيرة مرتين في عامي 1989 و1990. وواصل خوض مباريات سباق العجول في المدن القريبة من بالنثيا.